# 거 저구공
거 저구공(莒 著丘公, ? ~ 기원전 528년)은 춘추 시대 거나라의 군주로, 휘는 거질(去疾)이다. 여비공의 아들이자 전여의 형제이다.

## 생애
여비공 36년(기원전 542) 11월, 전여는 사람들을 모아 여비공을 시해하고 자신이 즉위하였다. 거질은 제나라로 달아났다.
이듬해 가을, 귀국하여 전여를 쫓아내고 즉위하였다. 전여는 오나라로 달아났다.
저구공 13년(기원전 528) 8월에 죽으니, 교공이 뒤를 이었다.

## 출전
- 좌구명, 『춘추좌씨전』 양공 31년, 소공 원년 · 14년

| 전임 형제 전여 | 제19대 거나라의 군주 기원전 541년 ~ 기원전 528년 음력 8월 | 후임 아들 교공 광 |